# Made in Chernobyl
Made in Chernobyl je třetí album této americko-řecko-arménské rockové skupiny Viza. Na skladbě „Viktor“ hostoval zpěvák skupiny System Of A Down Serj Tankian. 

## Seznam skladeb
| Pořadí         | Název                       | Délka |
| -------------- | --------------------------- | ----- |
| 1.             | Trans-Siberian Standoff     | 3։33  |
| 2.             | My Mona Lisa                | 1։46  |
| 3.             | Viktor (feat. Serj Tankian) | 4։38  |
| 4.             | It's All Wrong              | 3։36  |
| 5.             | Dynamite                    | 3։33  |
| 6.             | Napoleon Complex            | 2։25  |
| 7.             | Uzbek Brothel               | 3։31  |
| 8.             | Fork in the Road            | 3։40  |
| 9.             | Sans Red                    | 4։39  |
| 10.            | What if?                    | 3։40  |
| 11.            | Made in Chernobyl           | 4։29  |
| Celková délka: | Celková délka:              | 39:19 |